# Korensla
Korensla (Arnoseris minima) is een eenjarige plant, die behoort tot de composietenfamilie (Asteraceae).
De soort staat op de Nederlandse Rode lijst van planten als zeer zeldzaam en zeer sterk in aantal afgenomen. Deze plant is in Nederland wettelijk beschermd sinds 1 januari 2017 door de Wet Natuurbescherming. De plant komt van nature voor in Europa en Noord-Afrika.
De plant wordt 6-30 cm hoog. De langwerpig-omgekeerd-eironde, vrij grof getande bladeren staan in een bladrozet en zijn vooral aan de randen van de voet vrij kort behaard.
Korensla bloeit van juni tot september met goudgele lintbloemen. De bloeiwijze bestaat uit een alleenstaand, 0,7-1 cm groot hoofdje en de bloemstengel is naar boven toe sterk verdikt. In het hoofdje zitten geen stroschubben. Het omwindsel is urnvormig.
De vrucht is een afgeplat, omgekeerd-eivormig nootje met tien ribben en daartussen rijen mazen.
De plant komt voor tussen het graan en in bermen op droge, kalkarme zandgronden.

## Namen in andere talen

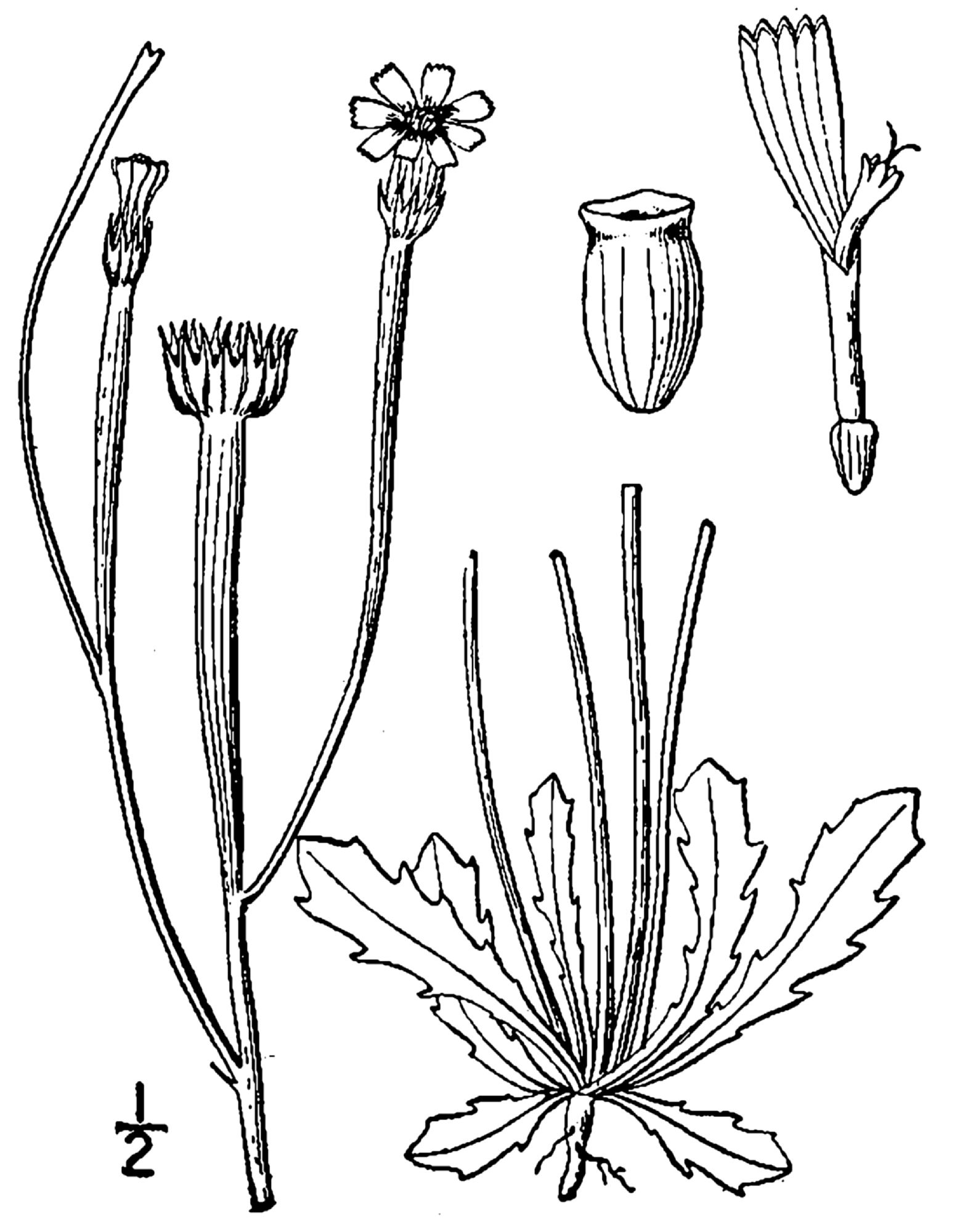

- Duits: Lämmersalat
- Engels: Lamb's Succory
- Frans: Arnoséris naine